# Radoslav
Radoslav je moško osebno ime.

## Izvor imena
Ime Radoslav je daljša oblika zloženega imena Rado, ki mu je pridana pridana končnica -slav.

## Pogostost imena
Po podatkih Statističnega urada Republike Slovenije je bilo na dan 31. decembra 2007 v Sloveniji 335 oseb z imenom Radoslav.

## Znane osebe
- Radoslav Kušej, slovenski pravnik in pedagog
- Radoslav Nesterovič, slovenski košarkar
- Radoslav Višeslavić, srbski knez